# 未来コネクション
「未来コネクション」（みらいコネクション）は、ЯeaLの4枚目のシングル。2018年5月2日にSMEレコーズから発売された。

## 概要
表題曲の「未来コネクション」は、テレビアニメ『ポケットモンスター サン&ムーン』オープニングテーマ。この曲のミュージックビデオには、子役の新井美羽、小林リアナ、咲希が出演している。
「未来コネクション」のメロディ（曲）はストックされていたものだが、歌詞は今回書き下ろしたもので、「夢に向かってがむしゃらに進んでゆく時の輝き」や「光に向かって飛び出す時の気持ち」「仲間の大切さ」を、作中に登場するキャラクター「ベベノム」の目線や自分たちの経験を交えて書かれている。
3曲目の「リスキーゲーム」は、『ルパン三世』の峰不二子のような、「“女”という武器を最大限に使って、人を翻弄できるセクシーで危ない女性」をイメージして書かれた。
音楽配信のほか、CDのみの「通常盤」(SECL-2286)、CD+DVDの「期間生産限定盤」(SECL-2287～2288)で発売。「期間生産限定盤」に付属するDVDには、『ポケットモンスター サン＆ムーン』のノンクレジットオープニング映像を収録し、パッケージデザインは、『ポケットモンスター サン＆ムーン』の描き下ろしイラスト仕様となっている。

## 曲目
1. 未来コネクション (4:13)
  - 作詞：Ryoko、喜介、渡辺拓也／作曲：Ryoko／編曲：渡辺拓也
2. 光になれない (4:19)
  - 作詞・作曲：Ryoko／編曲：渡辺拓也、Ryoko
3. リスキーゲーム (3:50)
  - 作詞・作曲：Ryoko／編曲：渡辺拓也、Ryoko
4. 未来コネクション -Instrumental- (4:12)
  - 作曲：Ryoko／編曲：渡辺拓也